# 鑽嶺
鑽嶺（英語：Aspen Crest），位於香港九龍黃大仙區黃大仙環鳳街68號，是香港一棟私人住宅，毗鄰秀芳花園和馬理信書院，共涉234伙，面積由198平方呎至654平方呎，其中逾8成為300平方呎以下的細戶，為區內提供小型新盤單位，項目以沙中綫、啟德項目，眾多商廈、美食、購物等配套為鑽石地段作招徠，由於天氣原因，關鍵日期從最初的2018年7月31日延遲至10月31日，2018年第4季入伙。

## 鄰近建築
- 秀芳花園
- 滙豪山

## 建築圖像

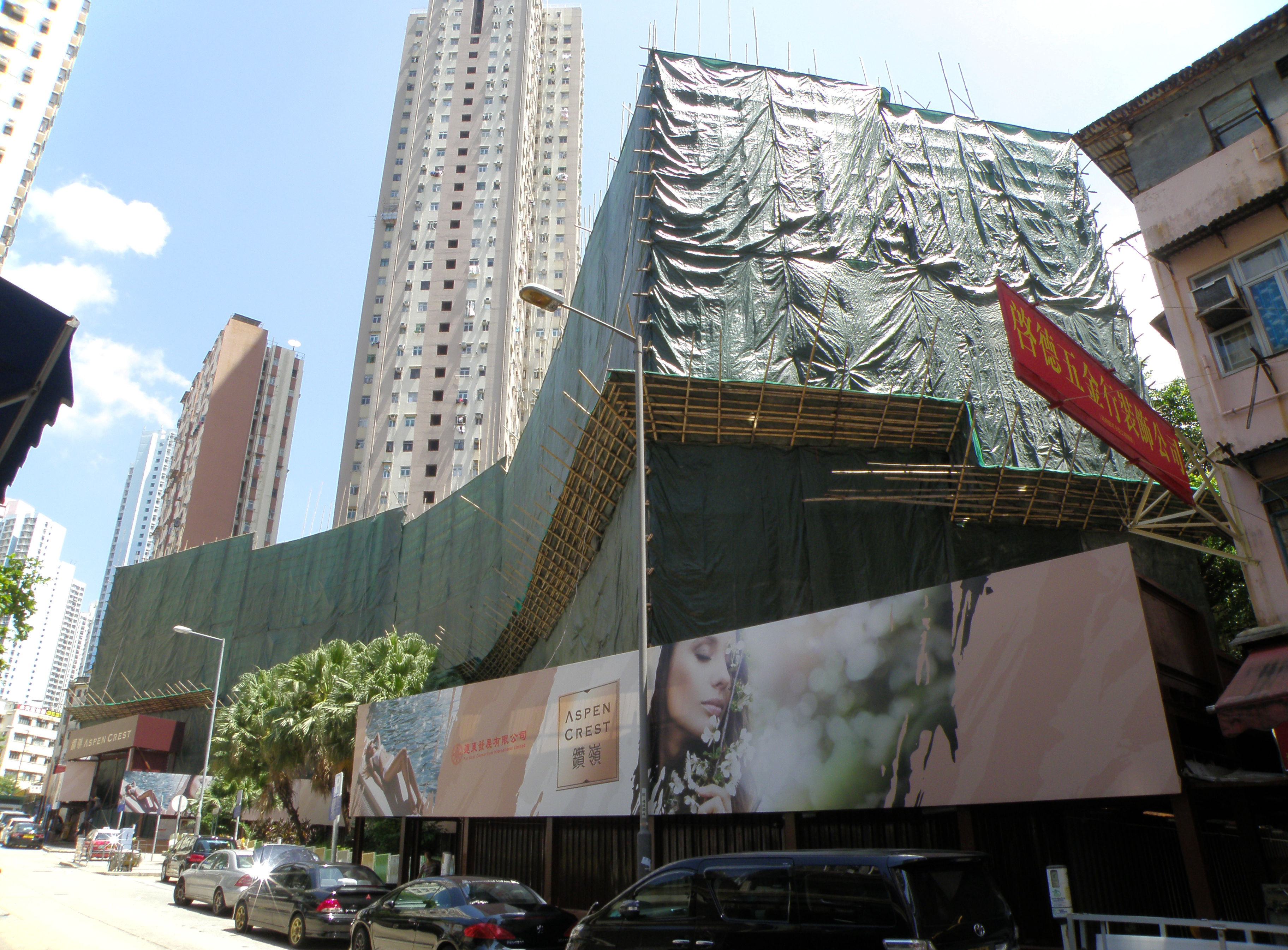
鑽嶺興建前，正在拆卸的環鳳園（2015年9月）
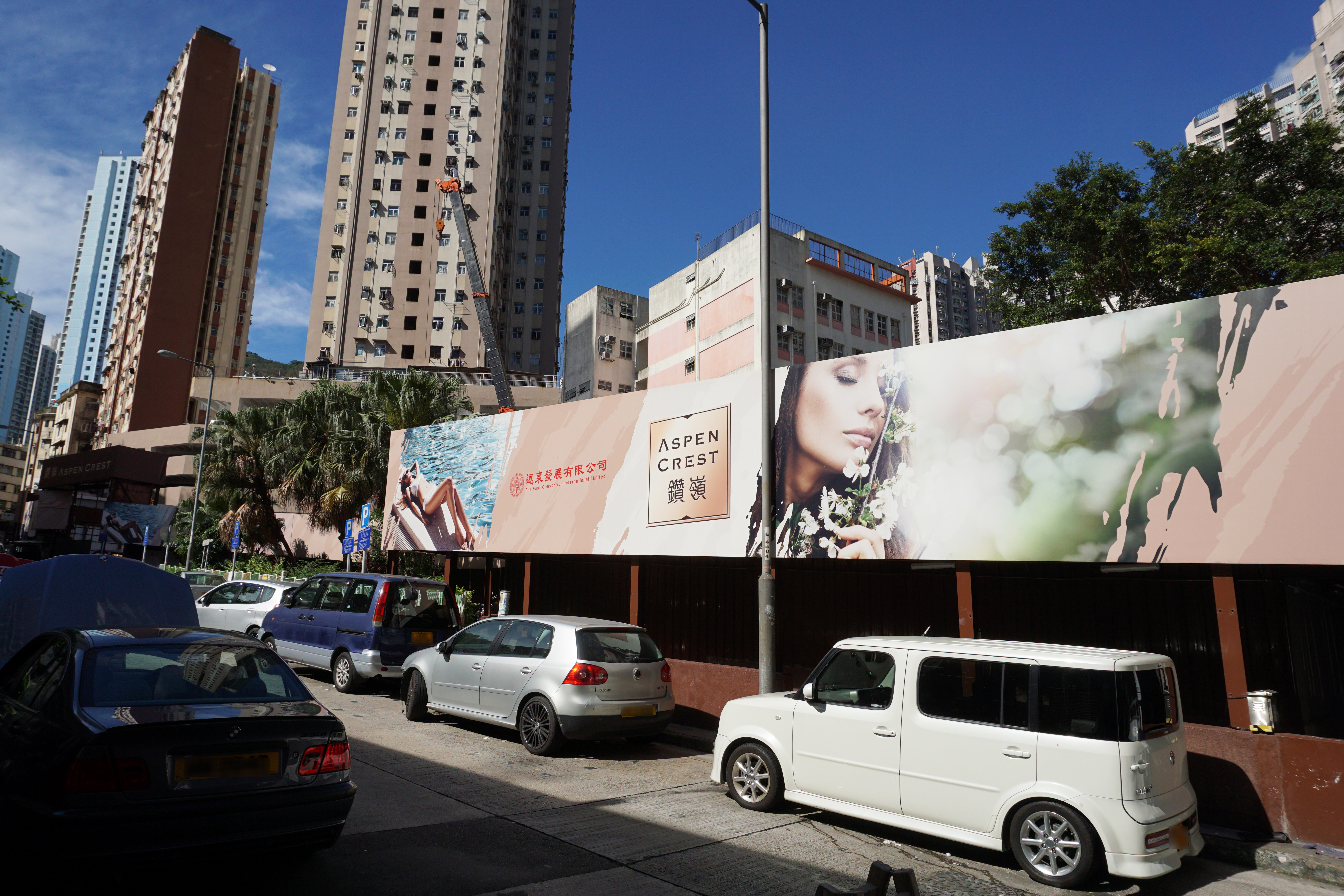
鑽嶺地盤（2016年6月）
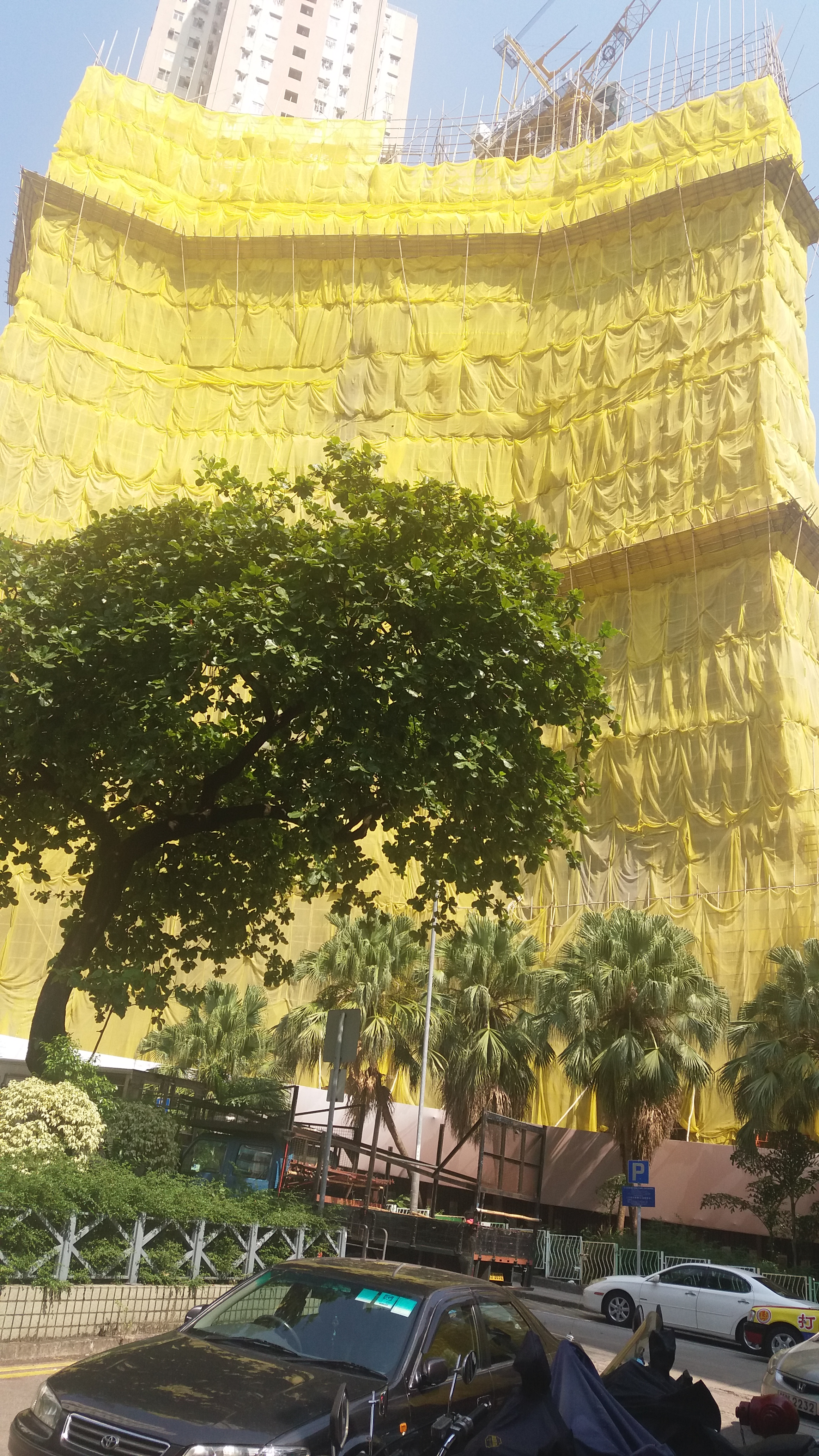
2017年10月
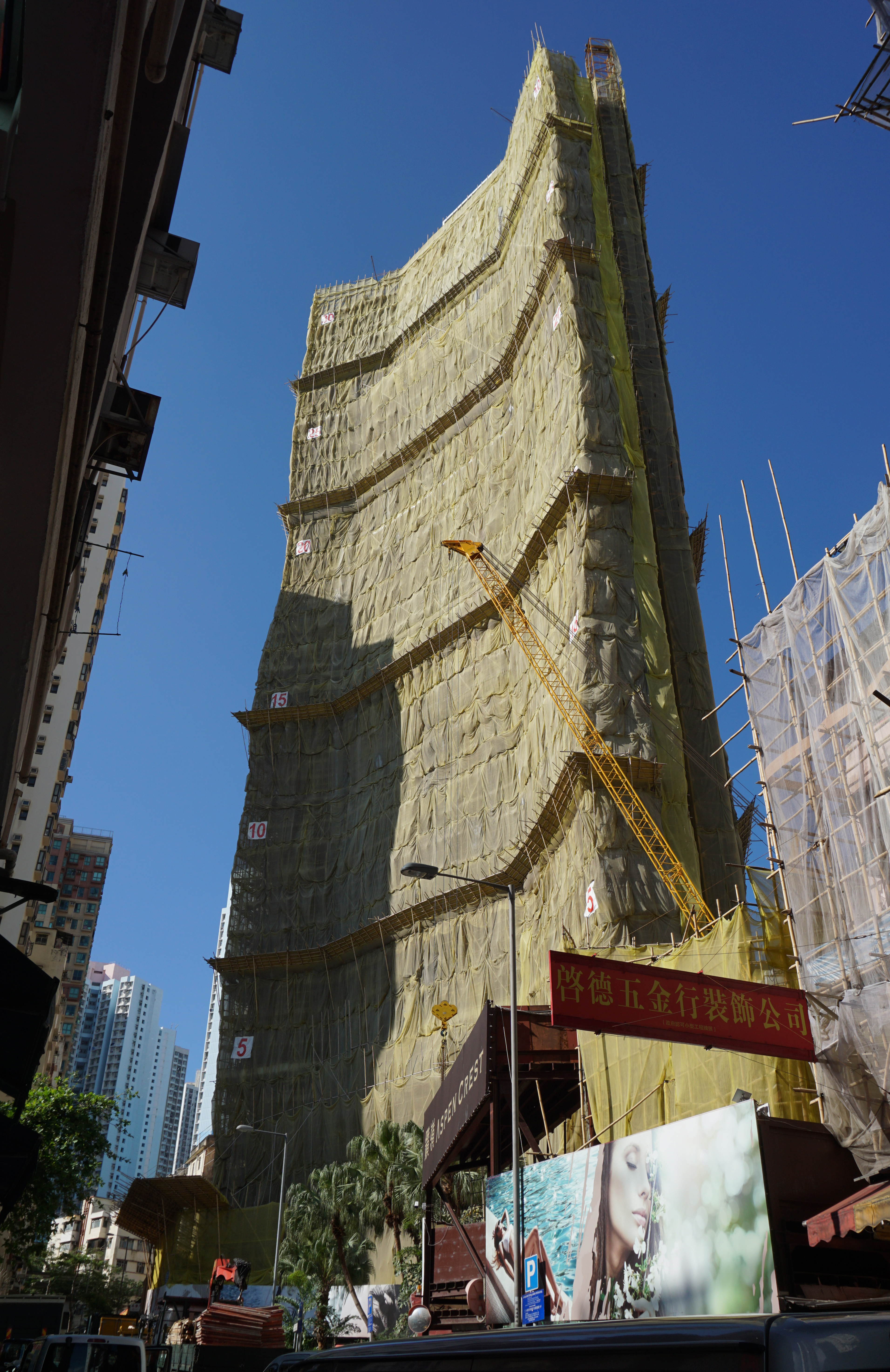
2018年5月
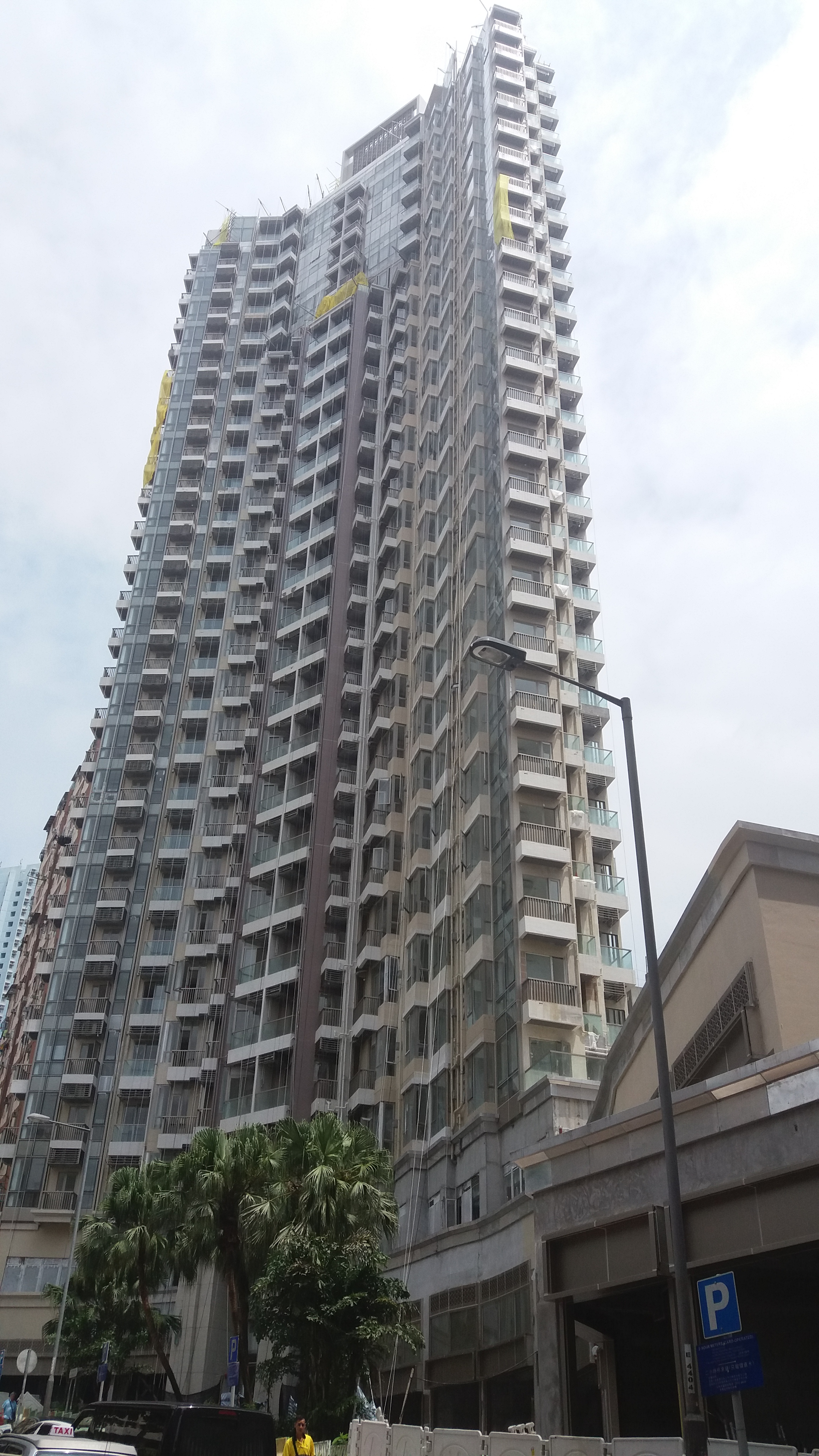
2018年9月

## 外部連結
- 官方网站